# Zoopolis
Zoopolis : Une théorie politique des droits des animaux (titre original : Zoopolis. A Political Theory of Animal Rights) est un essai de philosophie politique des philosophes Sue Donaldson et Will Kymlicka, originellement paru en 2011 (2016 pour la traduction française).
Il propose une théorie des droits des animaux qui, pour la première fois, ne se limite pas aux « droits négatifs » (droit de ne pas souffrir, de ne pas être entravé, enfermé, mis à mort…), mais s'étend à des « droits relationnels et différenciés », pour faire des animaux des membres à part entière de la société. Les auteurs distinguent ainsi trois catégories d'animaux, donnant lieu à différents droits selon la place qu'ils occupent dans la société et leurs modes d'interaction avec les êtres humains : les animaux « domestiques citoyens », « sauvages souverains », et « liminaires résidents » (tels les pigeons ou les rats, peuplant les villes à côté des êtres humains sans être ni domestiques ni sauvages).
Zoopolis est un ouvrage de référence pour la théorie des droits des animaux et l'antispécisme.

## Résumé
L'introduction fait globalement un constat d'échec concernant la lutte pour la cause animale : quelques victoires marginales portant sur le bien-être animal, tandis que le nombre d'animaux subissant l'élevage et l'abattage industriels ne cesse de croitre. D'une manière plus générale, ni l'approche welfariste, centrée sur un bien-être animal subordonné aux intérêts humains, ni l'approche écologiste, qui ne considère pas les animaux en tant qu'individus mais seulement comme éléments d'un écosystème, ni la théorie du droits des animaux ne leur reconnaissant jusque-là que des droits négatifs, n'ont permis de remettre en cause le fait que « l'exploitation des animaux sous-tend nos habitudes alimentaires et vestimentaires, nos divertissements et nos loisirs et [qu']elle est également au cœur des structures de la production industrielle et de la recherche scientifique ».
Les auteurs entendent donc « leur substituer une approche spécifiquement politique centrée sur la justice », faite d'« obligations positives, comme celle de « respecter les habitats » et plus généralement « de prendre soin des animaux qui sont devenus dépendants de nous » », et de « « devoirs relationnels », définis en fonction de la nature des relations existant entre les animaux et les hommes ».
Le chapitre 1 présente la théorie communément partagée des droits négatifs, à laquelle les auteurs souscrivent — dès lors qu'elle est fondée sur la notion de sentience — tout en la trouvant insuffisante. Le chapitre 2 introduit la notion de citoyenneté animale, qui permet d'adjoindre aux droits négatifs des « droits relationnels et différenciés », tandis que le chapitre 3 critique l'approche classique de la domestication en théorie des droits des animaux pour aboutir à la notion de « communauté ».
Les chapitres 4, 5 et 6 constituent le cœur de l'ouvrage et traitent en détails des trois catégories d'animaux déjà mentionnées : domestiques, sauvages et liminaires.
Les droits relatifs aux animaux domestiques posent des questions qui vont de « la socialisation de base (processus qui vise à faire des individus des membres d'une communauté) » à « la représentation politique qui implique une refonte des instances législatives » en passant par « les devoirs de protection (qui impliquent la criminalisation de l'abattage) ». Ce chapitre s'appuie, « comme cela est courant dans les discours antispécistes, sur le parallélisme entre animaux (dont on ne peut encore saisir « l'ampleur de l'agentivité ») et handicapés humains ».
Les droits relatifs aux animaux sauvages s'établissent entre les « postures interventionnistes d'une part, celles des écologistes, et non interventionnistes d'autre part, celles des auteurs classiques des droits des animaux qui pour la plupart privilégient le « laisser-vivre » ». Par delà les nombreuses difficultés qu'il y a à maintenir cet entre-deux, « les auteurs insistent in fine sur la nécessaire « coopération équitable » entre communautés souveraines suivant le modèle des relations entre communautés nationales et ethniques, telles qu'elles existent par exemple dans les territoires nord-américains, canadiens notamment ».
Les droits relatifs aux animaux liminaires « tentent  de rejeter l'antique dichotomie sauvage/domestique, en mettant en évidence le statut intermédiaire de certains animaux qui, sans être domestiqués, vivent dans les milieux humains », et qui ne sont donc ni « souverains de leur propre territoire », comme les animaux sauvages, ni « concitoyens » comme les animaux domestiques. L'accent est mis sur « l'indubitable réciprocité des relations homme/animal », et « le modèle relationnel repose ici sur un parallélisme avec les populations humaines migrantes ».

## Influence
L'ouvrage a suscité d'assez nombreuses réactions, enthousiastes ou plus critiques, dont la littérature sur le sujet fait état.
Lors de la pandémie de Covid-19 en 2020, face au grand nombre d'animaux abattus et souvent présentés comme responsables de la pandémie dans les médias, de nouveaux arguments remettant en cause notre manière de traiter les animaux, et notamment l'élevage concentrationnaire, ont été proposés à l'appui du mode d'organisation sociale prôné dans Zoopolis.
La théorie politique proposée par Donaldson et Kymlicka a été adaptée dans le cadre de la théologie chrétienne, en lui donnant à la fois un fondement théologique et en l'étendant à une perspective eschatologique.
L'association Projet Animaux Zoopolis, qui se donne pour objectif de faire de Paris une ville où les humains peuvent cohabiter pacifiquement avec les animaux, tire son nom de l'ouvrage.
Donaldson et Kymlicka ont également poursuivi leurs travaux après Zoopolis, en considérant notamment, dans l'article « Children and Animals » (2018), comment l'extension de la notion de citoyenneté aux animaux domestiques pouvait s'appliquer aux enfants, dont la situation politique est à divers égards comparable. Une traduction française de cet article a été publiée dans la revue antispéciste L'Amorce, sous le titre « Les enfants et les animaux » (2024).